# Rajski vrt
Rajski vrt je oblika vrta staroiranskega izvora, natančneje iz obdobja Ahemenidov, ki je formalen, simetričen in najpogosteje zaprt. Najbolj tradicionalna oblika je pravokotni vrt, razdeljen na štiri četrtine z ribnikom v sredini, štirikratno zasnovo, imenovano chahar bagh ('štirje vrtovi'). Med najpomembnejšimi elementi rajskih vrtov so voda z ribniki, kanali, jarki in fontane, ki so splošne značilnosti. Vonj je bistven element s sadnimi drevesi in cvetovi, izbranimi zaradi njihovih dišav.
Pogosto ga omenjajo tudi kot islamski vrt. Oblika vrta se je med muslimanskimi arabskimi osvajanji razširila po Egiptu in Sredozemlju, segajoč vse do Indije in Španije.

## Etimologija
Prvotno imenovan z enim samostalnikom, ki označuje 'obzidan prostor ali vrt', od pairi ('okoli') in daeza ali diz ('zid', 'opeka' ali 'oblika'), filozof in zgodovinar Ksenofont iz Aten je prevedel perzijsko besedo pairidaeza v grški paradeisos [2]; ta izraz se uporablja za Edenski vrt v grških prevodih Stare zaveze.
V perzijščini beseda pardis pomeni tako 'raj' kot 'vrt'.
Idejo o zaprtem vrtu pogosto navajajo kot rajski vrt zaradi dodatnih indoevropskih konotacij 'raja'.

## Zgodovina
Najstarejši perzijski vrt, o katerem obstajajo zapisi, je pripadal Kiru Velikem, v njegovi prestolnici Pasargad v provinci Fars, severno od Širaza. Gre za najstarejšo nedotaknjeno postavitev, ki nakazuje elemente rajskega vrta. Verjetno je bil zasajen s cipreso, granatnim jabolkom in češnjo, imel je geometrijski načrt in kamnite vodne kanale. Ti kanali so tvorili glavno os in sekundarne osi glavnega vrta v Pasargadu, ki so oblikovali štirikratno zasnovo chahar bagh. V Ahemenidskem cesarstvu so vrtovi vsebovali sadno drevje in cvetje, vključno z lilijami in vrtnicami. Leta 330 pred našim štetjem je Aleksander Veliki videl grob Kira Velikega in zabeležil, da stoji v namakanem nasadu dreves. [3]
Verjamejo, da so ahemenidski vladarji gradili rajske vrtove znotraj zaprtih kraljevih lovskih parkov, tradicija, ki so jo podedovali od Asircev, za katere je bil obredni lov na leva obred, ki je potrdil kraljestvo. Asirci so svoje tehnike urejanja okolice podedovali po Babiloncih.
V 5. stoletju, v času invazije Kira Mlajšega na Perzijo, je Ksenofont opisal kompleks palač in paviljonov, ki so pripadali Artaksersu II.. Kompleks je vseboval vrtove, ki jih je zalival akvadukt - najstarejši znani zapis gravitacijskih vodotokov in bazenov, razporejenih v geometrijskem sistemu. Špartanski general Lizander, ki se je pridružil Kiru kot plačanec, je poročal Ksenofontu, kako so se perzijski vladarji »odlično odrezali ne samo v vojni, ampak tudi v vrtnarjenju, ustvarjajo paradeisos, kjer zbirajo rastline, zlasti sadna drevesa in so naleteli na živali med tujimi akcijami.
Štirikratno postavitev so kasneje ponovno interpretirali v islamskem smislu muslimanski Arabci po osvajanju Perzije v 7. stoletju, in jo povezali z abrahamskim konceptom raja in rajskega vrta. 1. Mojzesova knjiga 2:10 se glasi: »V Edenu je izvirala reka, da je namakala vrt; od tam pa se je delila v štiri glavne reke.« in prerok Mohamed je govoril o štirih rekah: vodi, mleku, vino in med.
V 13. stoletju so se vrtovi z islamom razširili po Egiptu, sredozemski severni Afriki in v Španijo. Ta slog vrta je prišel v Indijo v 16. stoletju v času vladavine princa Baburja, prvega cesarja Mogulskega cesarstva. Večina mogulskih vrtov je imela v središču grobnico ali paviljon, od katerih je najbolj znan Tadž Mahal, čeprav se je s propadom Mogulskega cesarstva in britanske kolonialne vladavine prvotni vrt bistveno spremenil.

## Funkcije
Bistveni načrt rajskega vrta je štirikratna postavitev (charbagh) z ribnikom ali vodnjakom v središču. Poznejše zasnove so vključile paviljon ali mavzolej, ko so se začeli razvijati v izpopolnjene statusne simbole. Pravokotna ali premočrtna zasnova je običajno urejena z vodnimi kanali, narejenimi po antičnem sistemu kanatov.
Pomembna in splošna značilnost je temeljita uporaba vode, pogosto v kanalih, ribnikih ali potočkih, včasih v vodnjakih in redkeje v slapovih. To je ustvarilo pomirjujoč zvok tekoče vode in je imelo tudi praktični namen hlajenja zraka.
Aromatično cvetje in drevesa, ki obrodijo sadje, so bistveni elementi. Tla, kjer so bile zasajene rastline, so bila poglobljena ali pa so bile sprehajalne poti dvignjene, da bi mimoidoči lahko zlahka obrali sveže sadje, ko so se sprehajali po vrtu. Oljka, figa, datlji in granatno jabolko so bili vseprisotni in simbolično pomembni. Drevesa pomarančevcev so prispela iz Indije po Svilni cesti do 11. stoletja in so bila vključena zaradi svoje dišave in lepote njihovih cvetov.
Vrtove običajno obdajajo visoki zidovi, ki zagotavljajo senco in zaščito, še posebej zaželeno v suhem, sušnem podnebju, kjer je ta vrsta vrta cvetela.

## Razlaga
Številna uporaba in simbolika rajskega vrta naj bi izhajala iz Edna, kljub večini elementov zasnove pred abrahamskimi religijami.
Zdi se, da je štirikratna zasnova odmevala v Edenskem vrtu, ki je v Genezi opisan kot osrednji izvir, ki napaja štiri reke, od katerih se vsaka izliva v svet. V Koranu je vrt opisan kot bogat z materialnimi dobrotami, vključno z okusno hrano in stalno tekočo vodo.
Potem, ko se pojavi v puščavi je v islamski tradiciji žeja in hvaležnost za vodo obilna. V Koranu so reke glavni sestavni del raja, omemb dežja in vodnjakov pa je veliko. V Koranu 31:30: »Bog je dal prednost vodi pred katero koli drugo ustvarjeno stvarjo in jo naredil za osnovo stvarjenja, kot je rekel: In naredili smo vsako živo stvar iz vode«.
Voda je povezana z vrlinami čistosti in poslušnosti: »Potem so vodi rekli: Bodi tiho. In bila je tiho in čakala na Božji ukaz. To je implicirana voda, ki ne vsebuje nečistoče in pene«. (Zgodbe o prerokih, al-Kisa').
Čeprav je koncept vrtov chahar bagh, ki predstavljajo 'raj na zemlji', pred islamskim sprejetjem sloga, so rajski umiki Perzijcev postali znani kot »utelešenje nebeškega raja, obljubljenega praktičnim muslimanom«. Vrtovi predstavljajo raj na zemlji ali rajske vrtove, ki so se razširili po vsem svetu, ki so ga osvojili muslimani in so se razvili v drugačne, bolj velike in bolj dovršene sloge.

## Vpliv
Rajski vrt je ena redkih izvirnih in temeljnih vrst vrta, iz katerega izhajajo vsi vrtovi v zgodovini, včasih v kombinacijah. Rajski vrt je v svoji najpreprostejši obliki sestavljen iz formalnega pravokotnega bazena, ki ima samo potok dovolj, da mu omogoči gibanje in podij, iz katere ga lahko opazujemo. Vendar paviljon nudi bolj trajno zavetje kot prvotni šotor. Strogo poravnana, formalno urejena drevesa, zlasti chenar ali Platanus, dajejo senco.
Številne islamske vrtnarske tradicije in poznejše evropske tradicije izhajajo iz rajskega vrta. Primeri rajskega vrta in njegovih izpeljank so prisotni na mnogih zgodovinskih vrtovih islamskih in evropskih narodov. Na vzhodu so iz perzijskih vrtov nastali indijski mogulski vrtovi, katerih pozni primer je vrt Tadž Mahala v Agri. Na skrajnem zahodu so nastala tlakovana in poploščena dvorišča, arkade ter bazeni in vodnjaki mavrske Andaluzije. Temeljna zasnova Versajskih vrtov v Franciji skoraj ponovi rajske vrtove Pasargada in vrtovi Louvra v Parizu se zdi, da jih ti navdihujejo. Še en primer so Bahaiske terase in Babovo svetišče na gori Karmel v Haifi v Izraelu, oba imata obsežne vrtove zapletene zasnove.

## Primeri
- Pasargad
- Bagh-e Doulatabad - v Yazdu, ki ga je v 18. stoletju ustvaril guverner Mohamed Taki kan
- Cheshmeh-e'Ali
- Vrtovi Tadž Mahala
- Park Al-Azhar - sodobna interpretacija v Kairu, Egipt